# منشأة الجزائر
قرية منشاة الجزائر هي إحدى القرى التابعة لمركز الفيوم في محافظة الفيوم في جمهورية مصر العربية. حسب إحصاءات سنة 2006، بلغ إجمالي السكان في منشاة الجزائر 1780 نسمة، منهم 940 رجل و840 امرأة.